# Polly Walker
Polly Alexandra Walker (Warrington, 19 maggio 1966) è un'attrice britannica.

## Filmografia parziale

### Cinema
- Shogun Mayeda,  regia di Gordon Hessler (1991)
- Les équilibristes,  regia di Nikos Papatakis (1992)
- Un incantevole aprile (Enchanted April), regia di Mike Newell (1992)
- Giochi di potere (Patriot Games), regia di Phillip Noyce (1992)
- The Trial, regia di David Jones (1993)
- Sliver, regia di Phillip Noyce (1993)
- Restoration - Il peccato e il castigo (Restoration), regia di Michael Hoffman (1995)
- Emma, regia di Douglas McGrath (1996)
- Roseanna's Grave, regia di Paul Weiland (1997)
- Robinson Crusoe, regia di Rod Hardy e George Trumbull Miller (1997)
- The Gambler, regia di Károly Makk (1997)
- Bandyta, regia di Maciej Dejczer (1997)
- Amori e ripicche (Curtain Call), regia di Peter Yates (1998)
- La voce degli angeli (Talk of Angels), regia di Nick Hamm (1998)
- Dark Harbor, regia di Adam Coleman Howard (1998)
- 8 donne e ½ (8½ Women), regia di Peter Greenaway (1999)
- D-Tox, regia di Jim Gillespie (2002)
- Savage Messiah, regia di Mario Azzopardi (2002)
- Control, regia di Tim Hunter (2004)
- Scontro tra titani (Clash of the Titans), regia di Louis Leterrier (2010)
- John Carter, regia di Andrew Stanton (2012)

### Televisione
- Poirot (Agatha Christie's Poirot) - serie TV, episodi 2x01-2x02 (1990)
- Lorna Doone, regia di Andrew Grieve – film TV (1990)
- A Dangerous Man: Lawrence After Arabia, regia di Christopher Menaul – film TV (1992)
- State of Play, regia di David Yates – miniserie TV (2003)
- Roma (Rome) – serie TV, 22 episodi (2005-2007)
- Waking the Dead – serie TV, episodi 6x03-6x04 (2007)
- Miss Marple (Agatha Christie's Marple) – serie TV, episodio 3x01 (2007)
- I signori del rum (Cane) – serie TV, 12 episodi (2007)
- Numb3rs – serie TV, episodio 5x19 (2009)
- Caprica – serie TV, 17 episodi (2009-2010)
- Sanctuary – serie TV, episodi 3x10-3x11 (2010)
- Psych – serie TV, episodio 6x01 (2011)
- The Mentalist – serie TV, episodi 5x01-5x05 (2012)
- Prisoners Wives – serie TV, 10 episodi (2013)
- Warehouse 13 – serie TV, 4 episodi (2013)
- Mr Selfridge – serie TV, 9 episodi (2014)
- The Syndicate – serie TV, 5 episodi (2015)
- Paranoid – serie TV, 5 episodi (2016)
- Line of Duty – serie TV, 11 episodi (2016, 2019)
- Age Before Beauty, regia di Paul Walker – miniserie TV (2018)
- Pennyworth – serie TV, 17 episodi (2019-2022)
- Cursed – serie TV, 5 episodi (2020)
- Bridgerton – serie TV, 24 episodi (2020-2024)
- Dune: Prophecy – serie TV, episodio 1x03 (2024)

## Doppiatrici italiane
Nelle versioni in italiano delle opere in cui ha recitato, Polly Walker è stata doppiata da:
- Claudia Razzi in Emma, Scontro tra titani, John Carter, Mr Selfridge
- Elisa Galletta in Un incantevole aprile
- Isabella Pasanisi in Giochi di potere
- Claudia Balboni in Sliver
- Emanuela Rossi in Robinson Crusoe
- Anna Cesareni in 8 donne e ½
- Claudia Catani in Roma
- Daniela Abbruzzese ne I signori del rum
- Pinella Dragani in Caprica
- Alessandra Korompay in Psych
- Roberta Pellini in Warehouse 13
- Cinzia De Carolis in Cursed
- Antonella Giannini in Bridgerton